# 姚碩德
姚碩德（4世纪—5世纪），表字不詳，南安赤亭（今甘肅省隴西縣西）羌人。十六國後秦宗室，將領。後趙末年羌酋姚弋仲子，後秦開國君主姚萇弟。在後秦官至太宰。

## 生平

### 助破前秦
姚碩德原本於隴上郡統領自己的一部羌人，至白雀元年（384年）知道姚萇起兵自立後就自稱征西將軍，聚眾響應姚萇，並與前秦秦州刺史王統、河州刺史毛興等相持。至建初元年（386年），姚萇就領兵會同姚碩德攻擊王統，終令王統歸降，姚碩德獲姚萇授予使持節、都督隴右諸軍事、秦州刺史、領護東羌校尉，駐鎮上邽（今甘肅天水市）。
當時毛興雖然已死，但其氐人部眾推舉了前秦宗室苻登為主，並攻下了南安，進而攻擊姚碩德所統的秦州。姚萇於是親自率軍救援，但卻被苻登所敗，並受重傷，姚碩德於是暫代姚萇統率部眾。建初二年（387年），苻登即位為前秦皇帝，並得率領原本苻丕部份殘餘勢力西歸的苻纂支持，令前秦聲勢漸盛。姚碩德受到前秦益州牧楊定的軍事壓力，退守涇陽，卻遭楊定聯合苻纂於涇陽擊敗，因姚萇救援才令苻纂退兵。但同年苻纂卻遭其弟苻師奴所殺，這令姚萇得以乘機消除苻纂一支的力量。建初四年（389年），姚萇於大界襲破苻登輜重，殺毛皇后等人並俘獲五萬多人，令苻登元氣大傷。姚碩德轉鎮安定。
建初七年（392年）因姚萇患病而移鎮李潤（今陝西大荔北）。次年姚萇去世，太子姚興秘不發喪，又以姚碩德改鎮陰密（今甘肅靈臺西）。當時有人對姚碩德說他威重兵強，現在新君將立，肯定會遭到猜疑，於是建議他返回昔日起兵的秦州以作觀望。不過姚碩德信任姚興，更不願令姚氏骨肉相殘。姚碩德於是去見姚興，而姚興亦優厚待他，讓他移鎮。皇初元年（394年），姚興在擊敗苻登大軍後即位為帝，不久更在戰事中俘殺苻登，大致消除了前秦的殘餘力量。同年，姚興封姚碩德為隴西王。後於弘始元年（399年）因姚興降號而降爵為隴西公。

### 揚武西土
皇初三年（396年），姚碩德擊敗割據上邽的姜乳，逼其投降。姚興以姚碩德為秦州牧，鎮守上邽。叛變的安南將軍強熙及略陽豪族權千成接著又一起進攻上邽，但都被姚碩德擊敗。後升任征西大將軍，並於弘始二年（400年）率五萬兵討伐乞伏乾歸並與後繼的姚興擊敗對方，令其投奔南涼，後再降秦。
弘始三年（401年），因為後涼王呂隆大殺涼州豪族和名望，以圖樹立威名，卻令人人自危，魏安郡人焦朗於是對姚碩德表示這是後秦滅亡後涼的大好機會。姚碩德於是告訴姚興，終於七月率六萬步騎攻伐后涼。姚碩德渡過黃河後直取廣武（今甘肅永登縣），更令南涼王禿髮利鹿孤率駐於廣武的守軍退走。姚碩德繼續前進至後涼都城姑臧，大敗抵抗的呂超和呂邈，更生擒了呂邈，呂隆只得嬰城固守。圍城兩月後，城內來自東方的人意圖叛變但事敗，姚碩德於是招撫當地人，並分置地方官員，節約食物以聚糧，為持久戰作出準備。呂隆終於九月向後秦投降，姚碩德表其為鎮西大將軍、涼州刺史，但仍讓他留在姑臧，以呂隆子弟及文武舊臣共五十多戶作為人質而送至長安。姚碩德軍令嚴整，完全不侵犯人民，並祭祀當地先賢並禮待名士，故得涼州人民歡心。
弘始七年（405年），姚碩德進攻仇池，屢敗仇池公楊盛，終令楊盛向後秦請降。姚碩德後官至太宰，逝世後賜諡號為恭。

### 姚興所尊
姚興十分尊崇其叔父姚緒及姚碩德，曾下令全國及滿朝文武取名時不得犯其名諱，見面時又表現得很恭敬，亦只稱叔父的表字。但凡車馬、服飾和器玩都先給兩個叔父，自己只用次一等的，朝政大事都會先諮詢二人。可見對其尊崇。姚興更因姚碩德入朝覲見而大赦，回秦州時又送行至雍城（今陝西鳳翔縣南）。其後於弘始十四年（412年），姚興下詔讓姚碩德與姚緒、姚旻、尹緯、姚崇等二十四人配饗於姚萇太廟。